# Festival fantazie

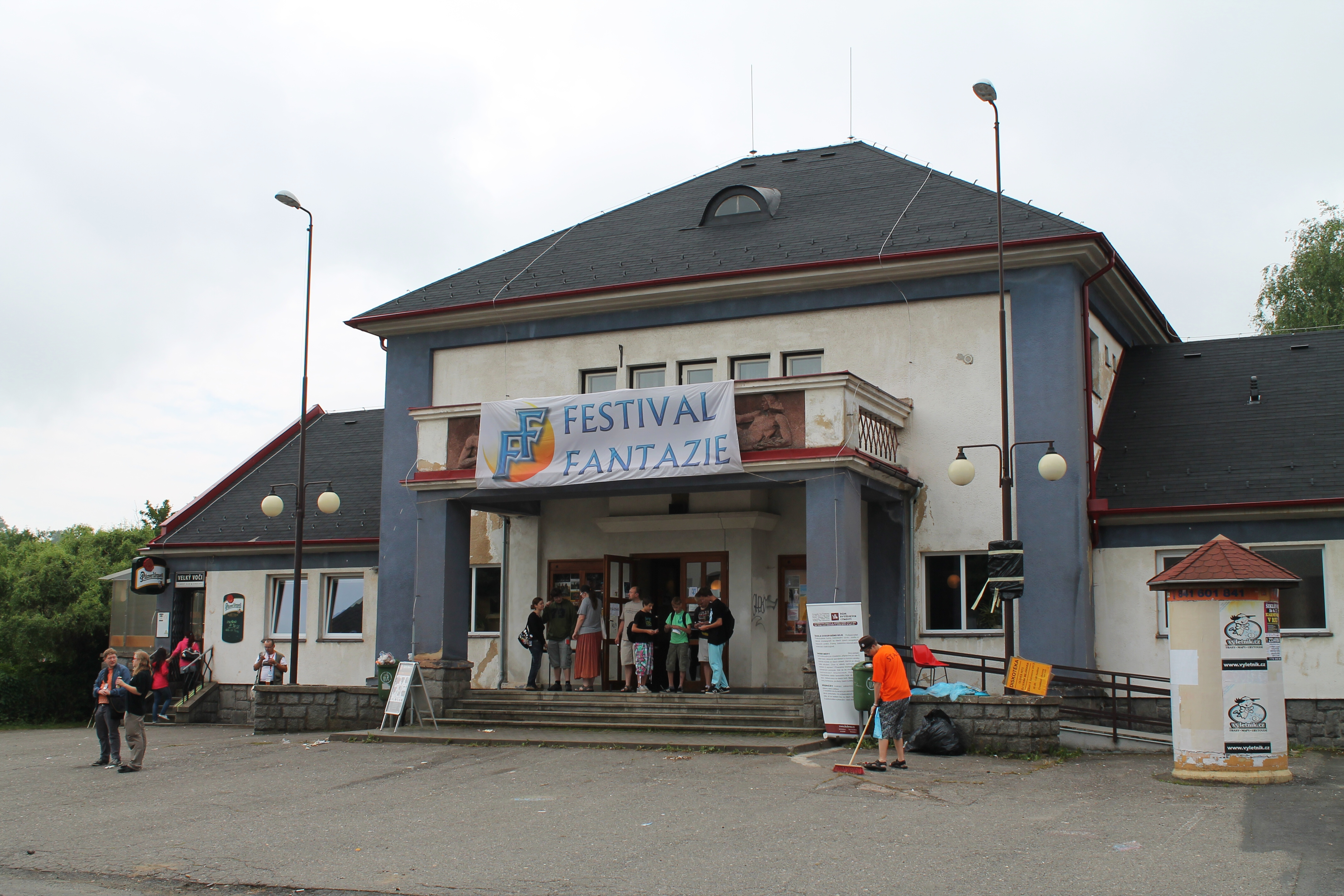
Kino Družba v Chotěboři během pořádání Festivalu fantazie 2013

Festival fantazie je největší setkání příznivců fantasy a science fiction v České republice. V počtu pořadů dokonce převyšuje nejvýznamnější setkání scifistů a fanoušků příbuzných žánrů Worldcon. V tomto smyslu se patrně jedná o největší akci svého druhu na světě. Počet účastníků v posledních letech přesahuje 2000 jednotlivců na letním FF a 600 na podzimním speciálu.
Festival je věnován oblasti fantastiky ve všech jejích směrech. Program zahrnuje fantastiku literární, filmovou i herní, oblast science fiction a budoucnosti, kosmonautiku, moderní technologie, horor, mytologii, záhady, vojenství a historii. Účastníci mají mimo jiné příležitost zhlédnout filmy, seriály, zahrát si velké množství her všeho druhu a zasoutěžit si v nich. Dále jsou pořádány besedy se známými osobnostmi, odborné i humorné přednášky, divadelní a šermířská představení a mnoho dalšího.
Festival se koná v Chotěboři v okrese Havlíčkův Brod v Kraji Vysočina. Probíhá každoročně od roku 1996, a to na začátku letních prázdnin. V říjnu také probíhá kratší Festival fantazie Speciál. Dobrovolným pořadatelem je nezávislý neziskový spolek FFestivaly z.s. Hlavní organizátor je Václav Pravda.

## Program
Program probíhá v několika souběžných programových liniích. Linie spadají pod programové bloky, které též mohou probíhat zároveň:
- Festival fantazie – hlavní program, speciální programy.
- Festival Járy Cimrmana – program o Járovi Cimrmanovi a dalších géniích vědy a umění.
- Avalcon – literární součást festivalu.
- GameFest – volné hraní her.

Jádro Festivalu fantazie tvoří besedy se známými spisovateli, herci a výtvarníky a odborné i humorné přednášky (odborníků i fanoušků). Nechybí ani panelové diskuse, ceremoniály, autogramiády. Účastníci mají příležitost zhlédnou filmy, seriály i TV dokumenty. Pořadatelé vybírají jednak filmy úplně nové, jednak filmy, které již běžně nejsou k vidění. Objevuje se i fanouškovská tvorba v podobě fanfilmů a amatérských divadelních představení.
V bloku GameFest je pro návštěvníky připravena počítačová herna s možností hry po síti a půjčovna deskových, karetních a figurkových her. Hrají se také hry na hrdiny a larpy. V mnoha hrách se pořádají soutěže a turnaje.
V roce 2007 program obsahoval přes 1200 pořadů. To je více než měl roku 2006 Worldcon, nejvýznamnější setkání scifistů a fanoušků příbuzných žánrů ve světě, který proběhl s 1057 pořady.
Pořadatelé festivalu umožňují skupinám fanoušků realizovat svůj vlastní program. Právě dobrá spolupráce s účastníky je základem programu bohatšího, než mají jiné podobné akce. Samotné malé cony často končí po několika ročnících, zatímco Festival fantazie jim díky organizační a technické podpoře umožňuje fungovat pod jeho záštitou.

### Programové linie (2011)
| AMcon (manga & anime)                      | GameFFest                                                   | NightCon + TwilightCon Archivováno 7. 9. 2011 na Wayback Machine. |
| Avalcon                                    | Gatecon Stargate                                            | OnCon on-line hry                                                 |
| BabCon Babylon 5                           | Harry Potter                                                | OrcLIMPIJÁDA                                                      |
| Battlestar TARDIS                          | HistoryCon                                                  | OrientCon                                                         |
| BritCON Červený trpaslík (seriál), sitcomy | Honor Harrington Archivováno 4. 3. 2016 na Wayback Machine. | PaganCon (pohanství, mýty)                                        |
| ComicsCon                                  | Hudební hry[nedostupný zdroj]                               | SeriesCon                                                         |
| DiscCon                                    | InfantilCon                                                 | SimpsCon                                                          |
| DoupěCon                                   | Jatkon                                                      | SlayerCon (Buffy, Angel, Firefly, Dollhouse)                      |
| FanFest                                    | Klasikon                                                    | SoundtraCon                                                       |
| Fantasy & History                          | Maelström                                                   | SpyCon                                                            |
| FF filmy                                   | Maelström Gaming                                            | Star Wars                                                         |
| FF Extra program                           | Manifest fantastiky                                         | SupernaturalCon[nedostupný zdroj]                                 |
| FF: To nej z FF                            | MerliNarnia                                                 | Transformers                                                      |
| FightCon                                   | MoveCon Archivováno 2. 5. 2009 na Wayback Machine.          | Trekfest (Star Trek)                                              |
| FutureCon                                  |                                                             | ViragoFest (Xena, Nikita, ženské hrdinky)                         |

### Doprovodný program
Mnoho dalších aktivit probíhá mimo hlavní linie. K dispozici je stolní fotbálek, v kinosále se promítají filmy. V rámci festivalu se pořádají výstavy, koncerty, divadelní a šermířská představení, slavnostní večer s hodnocením kostýmů a tombolou, literární dílna, burza (knih, DVD, VHS, CD, apod.) nebo volba Miss.
Mezi doprovodný program lze zařadit i soutěže, často organizované samotnými účastníky (například turnaj ve fotbálku, v civění, aj.).

## Speciál
Festival fantazie Speciál je sesterská akce Festivalu fantazie, kterou také pořádá sdružení SFK Avalon. Speciál má návaznost na hlavní festival, ale poskytuje celou řadu originálního programu. Nabízí i vybrané pořady z letního festivalu. Cílem Speciálu je vyhovět fanouškům, kterým nevyhovuje ruch velké akce nebo kteří nestihli pořady Festivalu fantazie, a umožnit vzájemnou komunikaci fanoušků napříč zájmovými skupinami.
Od roku 2013 je pořádán v menším rozsahu v hotelu Fantazie v Chotěboři pod jménem FanCity.

## Hosté
Pořadatelé zvou každoročně spoustu známých osobností (ačkoliv ne vždy se všichni mohou skutečně dostavit).
Mezi pravidelné hosty patří např.:
- Ondrej Herec – teoretik, překladatel, organizátor
- Jan Kantůrek – překladatel Úžasné Zeměplochy Terryho Pratchetta a dalších knih
- Jaroslav Mostecký – spisovatel, sběratel, moderátor
- Ondřej Neff – spisovatel, scenárista, publicista, zakladatel časopisu Ikarie a internetového deníku Neviditelný pes
- Jiří Walker Procházka – spisovatel (například série John Francis Kovář)
- Františka Vrbenská – spisovatelka, pracovnice národního programu ochrany fondů v Národní knihovně
- Miroslav Žamboch – spisovatel (například série John Francis Kovář)
- Vlado Ríša – spisovatel, překladatel, editor a šéfredaktor literárního SF&F časopisu Ikarie

Pro rok 2009 dále přislíbili účast:
- Trevor Jones – skladatel filmové hudby (Excalibur, Dark Crystal, Gulliverovy cesty, Merlin, Okolo světa za 80 dní, Liga Výjimečných)
- James Fitzpatrick – britský producent nahrávek filmové hudby (Stopařův průvodce galaxií, Cesta do středu Země, Star Wars: The Clone Wars)
- Tomáš Němec – spisovatel, šéfredaktor časopisu Pevnost
- Petra Alraune Neomillnerová – spisovatelka a grafička
- Pavel Renčín – spisovatel (Nepohádka, Jméno korábu)
- Vladimír Šlechta – spisovatel (Krvavé pohraničí)
- Jan Šubert – mluvčí BIS
- Vlastislav Toman – redaktor – publicista
- Martin Zhouf – malíř a grafik
- Christopher Judge – herec, nejznámější role Teal'c ze seriálu Hvězdná brána

## Novinky
V posledních letech byl festival rozšířen například o následující:
- Pro ročník 2008 se připravují nové programové linie – DisneyCon, Jakub Vandrovec, SoundtrackCon, MoveCon
- Nové programové linie ročníku 2007 – SeriesCon, LOSTcon, MysteryCon, DozorCon, SpyCon, Zaklínač, ChinaCon, Klasikon, SithCon, ANImera, InfantilCon, CultCon, FireFly marathon.
- Program probíhá 24 hodin denně – hraní počítačových i klasických her, promítání v rámci NightConu.
- Projekce 29 nejnovějších filmů v kině, rozšíření FanFestu na 4 dny, nová filmová linie klasických sci-fi, fantasy a hororových filmů.
- Fantasy akce LARP Křest ohněm (Zaklínač), bitva Helmův žleb (Pán prstenů), Skřetball, Skřetí olympiáda, rozšířený program Pán prstenů i Harry Potter.
- Osmidenní paintballový program, půjčovna kol a sportovního náčiní.
- Vylepšení ubytoven, nová občerstvovací zařízení, rozšířená nabídka občerstvení.
- Vydávání Festivalových novin, v rámci večerního pořadu Dolejte řediteli každý den videorozhovor FanTV s nějakou osobností conu.
- První oficiální svatba na conu.

## Zázemí
Pro organizátory jednotlivých linií a řádově tisíce festivalových návštěvníků poskytuje festival prověřené zázemí. Hlavní centrum se nachází v chotěbořském Kulturním domě Junior, kde jednotlivé sály a přednášecí místnosti pojmou cca 400 posluchačů. Nachází se zde i bar, čajovna, klubovna a dílna. Ke kulturnímu domu přiléhá sportovní hala o kapacitě cca 190 osob. V bezprostřední blízkosti se nachází ještě Kino Družba (200–300 osob) a Sokolovna (200–400 osob, bufet, vinárna). K dispozici je také vzdálenější ZUŠ.
Ubytování je zajištěno v několika kategoriích od hotelu po místa pro vlastní spacáky. Maximální ubytovací kapacita zahrnuje celkem 13 objektů (penzión Bene, hotel Vysočiny, hotel U Zámku, ubytovna Obchodní Akademie, Internát Speciálních Škol, Sportovní hala, ZŠ Smetanova, ZŠ Buttulova aj.) v celkové kapacitě převyšující 1 400 míst.
Na vybraných místech je návštěvníkům umožněn přístup k internetu – jednak formou připojených počítačů, jednak možností připojení Wi-Fi.

## Historie

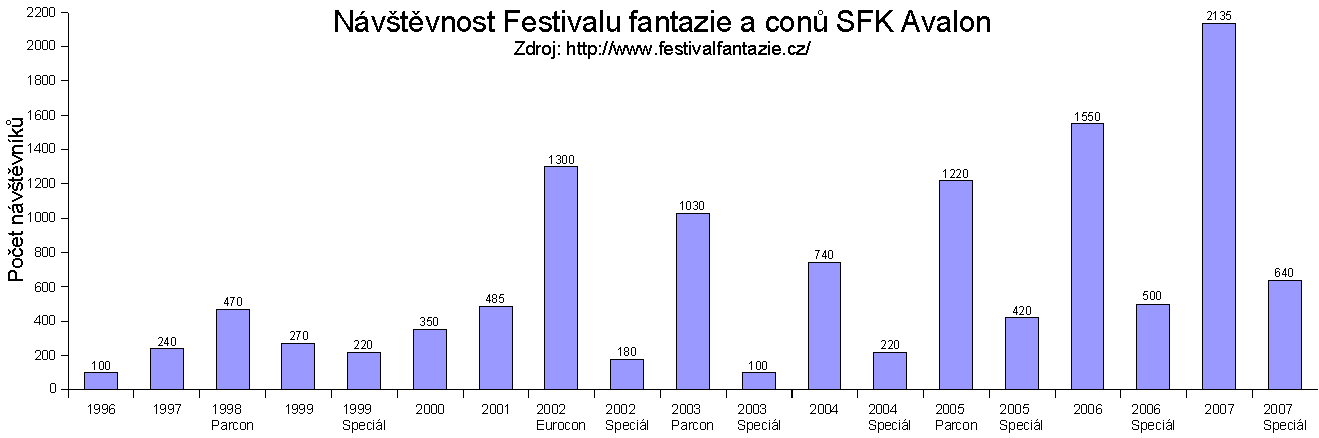
Statistika návštěvnosti Festivalu fantazie a příbuzných conů

Klub SFK Avalon, předchůdce sdružení, které festival organizuje, byl založen 12. února 1994. Mezi jeho první aktivity patří vydávání Zbraní Avalonu, soutěž Corwinovy spisy, soutěž brutálních literárních povídek. Po neúspěšné kandidatuře na pořádání Parconu 1996, zorganizoval první Avalcon, po němž následoval ještě druhý ročník. V roce 1998 proběhl pod jeho vedením Parcon s účastí 470 návštěvníků, spoluzakladatel Václav Pravda byl zvolen do Rady Fandomu. Následovaly další tři ročníky Festivalu fantazie Avalcon a dva Avalcony Speciál (1999, 2002) se vzrůstající návštěvností i obsahem. V polské Gdyni na Euroconu 2000 úspěšně kandidovali na pořádání Euroconu 2002 v Chotěboři.
V roce 2001 organizátoři založili oficiální občanské sdružení SFK Avalon a Liga podpory neofanů. Jejich Eurocon 2002 navštívilo 1300 účastníků, kteří měli příležitost zhlédnout 250 pořadů, 125 projekcí zúčastnit se do připojeného Gameconu. Přes organizační problémy s ubytováním začal 28. června 2003 Filmový Festival Fantazie s navazujícím FF Parcon-Avalconem, FF GameStar a Literárním festivalem Vysočina. Od tohoto roku pobíhá pravidelně letní Festival fantazie s podzimním Avalconem Speciál, v roce 2006 přejmenovaným na Festival fantazie Speciál, později na Fancity.
Festival fantazie 2006 vyrovnal rozpočtovou ztrátu z předchozích let. Návštěvnost i rozsah programu se každoročně zvětšuje a pokračování festivalu je naplánováno alespoň dva roky dopředu.
Po covidovem omezení v letech 2020–-2022 se festival vrátil opět do Chotěboře.